# Philip French
Philip Neville French (Liverpool, 28 de agosto de 1933 — Londres, 27 de octubre de 2015) fue un crítico de cine y locutor de radio británico.

## Muerte

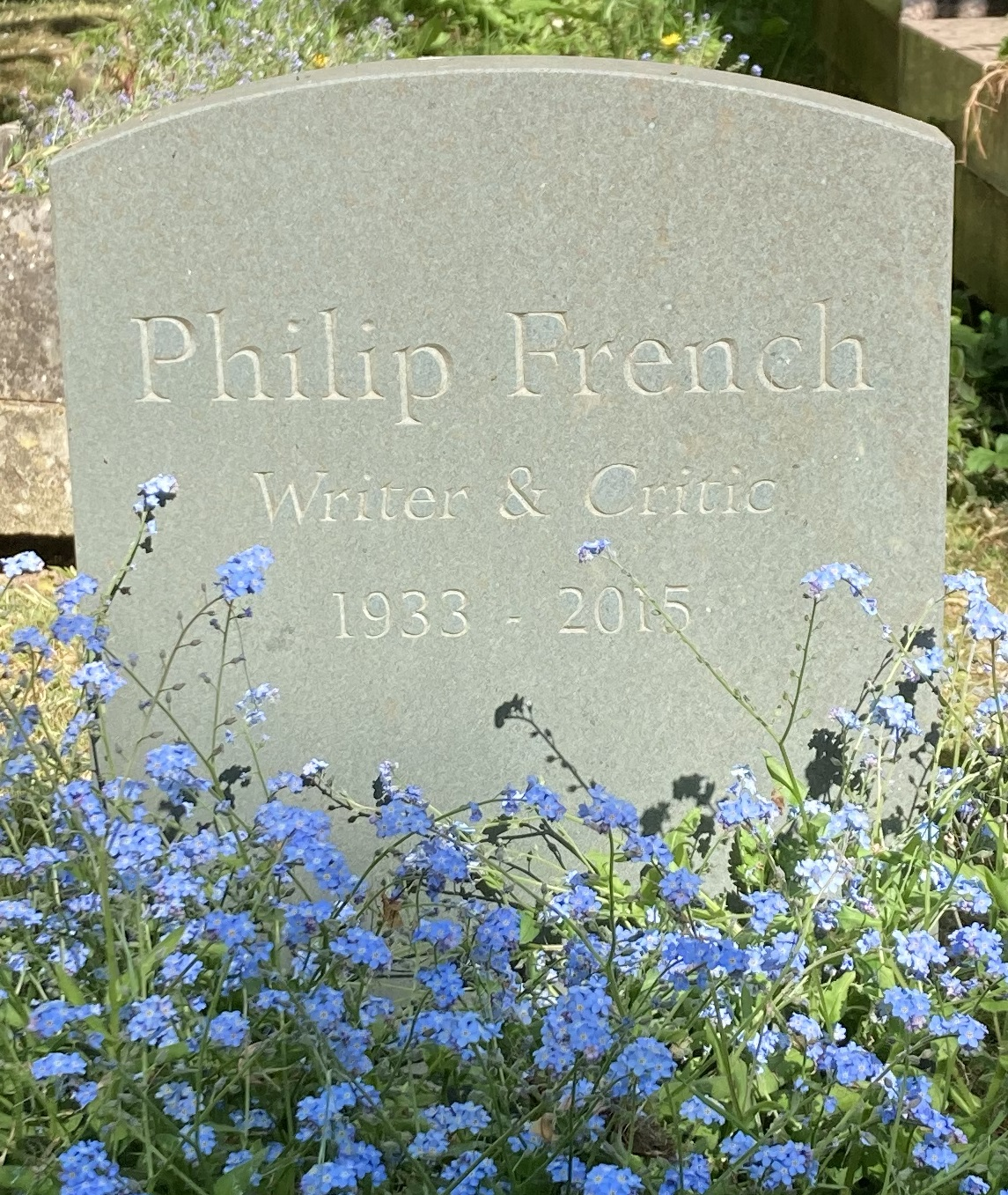
Tumba de Philip French en el cementerio de Highgate

Después de años de mala salud, French murió en Londres de un ataque al corazón el 27 de octubre de 2015, a la edad de 82 años, y sus cenizas fueron enterradas en el lado este del cementerio de Highgate.